# First 21
| first 21                     | first 21          |
| ---------------------------- | ----------------- |
|                              |                   |
| Technische Daten (Überblick) |                   |
| Schiffstyp:                  | Segelyacht        |
| Länge (ü.a.):                | 6,40 m            |
| Breite (ü.a.):               | 2,48 m            |
| Tiefgang:                    | 0,85–1,85 m       |
| Leergewicht:                 | 1245 kg           |
| Antriebsart:                 | Segel/Außenborder |
| Passagierkapazität:          | 4                 |
| Produktionszeitraum:         | seit 1992         |

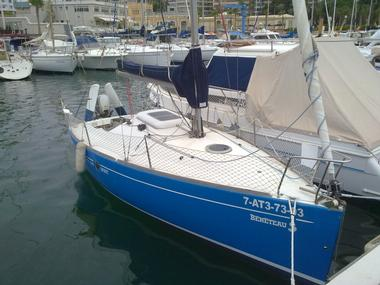
Eine First 21

Die First 21 ist eine Serie von Daysailern des französischen Yachtherstellers Bénéteau.

## Geschichte
Die erste First 21 kam 1992 noch unter dem Namen First 210 auf den Markt. Klar erkennbar ist die First 210 durch die Bullaugen an den Seiten des Rumpfes.
Nachfolger der First 210 waren:
- First 211 (1998)
- First 21.7 (2004)
- First 21.7 S (2007)

Seit 2012 wird die aktuelle Version First 20 mit verändertem Rigg gebaut.

## Rigg und Besegelung
Der Mast ist ein klassischer 9/10-Mast aus eloxiertem Aluminium.
| Geplante Segelfläche:    | 25,20 m² |
| Großsegel:               | 13,80 m² |
| Genua 110%:              | 11,40 m² |
| Spinnaker, asymmetrisch: | 31,11 m² |
| Spinnaker, symmetrisch:  | 34,77 m² |

## Motorisierung
Die First 21 ist für den Antrieb mit einem Außenbordmotor mit Langschaft ausgelegt. Mit 6 kW (8 PS) kann die Rumpfgeschwindigkeit erreicht werden.

## Kajüte
Der Innenraum der First 21 ist sehr schlicht ausgestattet und wirkt dadurch sehr geräumig. Im Vorschiff gibt es eine Doppelkoje, in der zwei erwachsene Personen schlafen können. In dem daran anschließenden Wohnraum sind ein Waschbecken und eine Kochstelle untergebracht. In der Schiffsmitte befindet sich auf jeder Seite eine Sitzbank, die auch als Koje genutzt werden kann. Die Beine des Liegenden befinden sich dabei teilweise unter den Sitzbänken des Cockpits. Insgesamt bietet die First 21 damit Schlafplätze für vier Personen.

## Cockpit
Das Cockpit ist für die Bootsgröße relativ geräumig, bis zu sechs Personen haben darin Platz. Gesteuert wird über eine Pinne.